# Sympagurus brevipes
Sympagurus brevipes is een tienpotigensoort uit de familie van de Parapaguridae. De wetenschappelijke naam van de soort is voor het eerst geldig gepubliceerd in 1972 door de Saint Laurent.